# La noche de los girasoles
La noche de los girasoles és una pel·lícula espanyola produïda per Alta Films el 2006. Va ser el debut cinematogràfic de Jorge Sánchez-Cabezudo, qui va utilitzar Angosto com a títol de producció. La pel·lícula va ser un èxit de crítica, sent considerada una de les millors produccions espanyoles de l'any 2006. Fou presentada a la secció Dies de Venècia al 63a Mostra Internacional de Cinema de Venècia.

## Argument
Pedro (Mariano Alameda) i Esteban (Carmelo Gómez) són dos espeleòlegs que van a les muntanyes d'Àvila per estudiar la troballa d'una cova. Els acompanya Gabi (Judith Diakhate) la xicota d'Esteban, a la sortida de la gruta, però quan els nois surten de la cova troben a Gabi terroritzada, ja que gairebé ha estat violada per un estrany. Esteban, enfadat, va a la recerca del violador pel poble, i en trobar Cecilio, un vell pagès semblant al violador, Pedro el mata.

## Reparatiment
- Carmelo Gómez	 ...	Esteban
- Judith Diakhate...	Gabi
- Celso Bugallo...	Amadeo
- Manuel Morón...	Vendedor
- Mariano Alameda...	Pedro
- Vicente Romero ...	Tomás
- Walter Vidarte	 ...	Amós
- Cesáreo Estébanez	 ...	Cecilio
- Fernando Sánchez-Cabezudo... Beni
- Petra Martínez	 ...	Marta
- Nuria Mencía	 ...	Raquel
- Enrique Martínez	 ...	Julián

## Producció
La pel·lícula està rodada als voltants de Béjar, a les províncies de Salamanca i Àvila.
La cançó que sona en aquesta pel·lícula és Un compromiso, d'Antonio Machín.

## Premis
Medalles del Cercle d'Escriptors Cinematogràfics
| Categoria       | Persona                | Resultat  |
| --------------- | ---------------------- | --------- |
| Millor actor    | Carmelo Gómez          | Guanyador |
| Premi revelació | Jorge Sánchez-Cabezudo | Guanyador |

XXI Premis Goya
| Categoria              | Persona                | Resultat |
| ---------------------- | ---------------------- | -------- |
| Millor director novell | Jorge Sánchez-Cabezudo | Nominat  |
| Millor guió original   | Jorge Sánchez-Cabezudo | Nominat  |
| Millor actor revelació | Walter Vidarte         | Nominat  |

51a edició dels Premis Sant Jordi de Cinematografia
| Categoria          | Resultat  |
| ------------------ | --------- |
| Millor òpera prima | Guanyador |

XVI Premis de la Unión de Actores.
| Categoria                   | Persona      | Resultat  |
| --------------------------- | ------------ | --------- |
| Millor actor de repartiment | Manuel Morón | Guanyador |

XVI Premis Turia
| Categoria          | Persona                | Resultat  |
| ------------------ | ---------------------- | --------- |
| Millor opera prima | Jorge Sánchez-Cabezudo | Guanyador |